# Clermont-Ferrand Auvergne repülőtér
A Clermont-Ferrand Auvergne repülőtér (IATA: CFE, ICAO: LFLC) egy nemzetközi repülőtér Franciaországban, Clermont-Ferrand közelében. Éves utasforgalma 188 641 fő (2022).

## Kifutók
A repülőtér futópályái:
- 08/26 (3015 m, 45 m, aszfalt)

## Forgalom
Az utasforgalom az elmúlt években az alábbi módon változott:
| Utasok száma | 560 761 | 940 108 | 1 060 842 | 552 800 | 393 275 | 398 930 | 424 653 | 396 323 | 431 180 | 188 641 |
|              | 1997    | 2000    | 2002      | 2006    | 2009    | 2011    | 2014    | 2017    | 2019    | 2022    |

## Légitársaságok és úticélok
A következő légitársaságok üzemeltetnek rendszeres menetrend szerinti és charterjáratokat Clermont-Ferrand repülőtérről:

### Személy
| Légitársaság   | Célállomások                                                  |
| -------------- | ------------------------------------------------------------- |
| Air Corsica    | Szezonális: Ajaccio                                           |
| Air France     | Szezonális: Nizza                                             |
| Air France Hop | Párizs-Charles de Gaulle repülőtér Szezonális: Bastia, Figari |
| Ryanair        | Porto Szezonális: Fez                                         |

### Cargo
| Légitársaság   | Célállomások |
| -------------- | ------------ |
| Magma Aviation | Dakar–Diass  |